# Parque (vegetación)
El parque en fitogeografía es un tipo de formación vegetal de climas templados y cálidos.

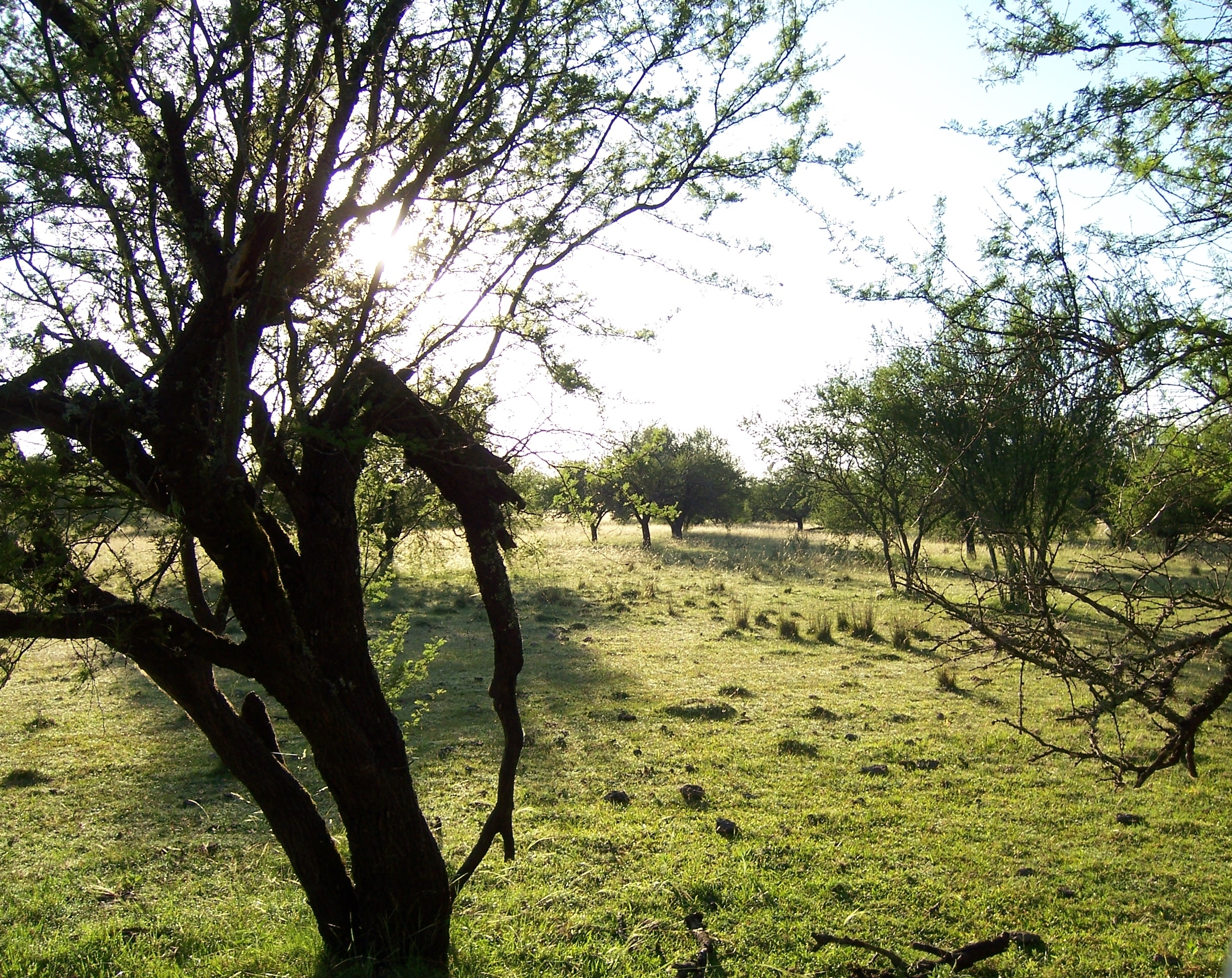
Un «espinillar» en el río Queguay, un tipo de bosque tipo parque. Allí la especie forestal dominante es el espinillo (Acacia caven).

## Características
Una formación florística tipo parque es la que presenta una vegetación compuesta por árboles medianos o bajos, de copa abierta, y suficientemente distanciados entre sí como para ejercer poca competencia entre ellos, lo que permite que la luz solar llegue hasta el suelo, lo que redunda en un compacto crecimiento herbáceo, en especial de las gramíneas de alto porte. Generalmente corresponde a comunidades subxerófitas. Según el ambiente en el cual se desarrolla o los tipos y especies forestales dominantes, se pueden diferenciar varios tipos de parques. En zonas semiáridas forman estepas arboladas, mientras que en zonas más cálidas son sabanas arboladas.

## Aprovechamiento económico
La vegetación tipo parque permite el desarrollo económico de la ganadería ovina y bovina en pastizales naturales.